# Dulce de Aragón
Dulce de Aragón, también conocida como Dulce de Barcelona,(1160-1198), fue una infanta de la Corona de Aragón y reina consorte de Portugal (1185-1198).

## Esbozo biográfico

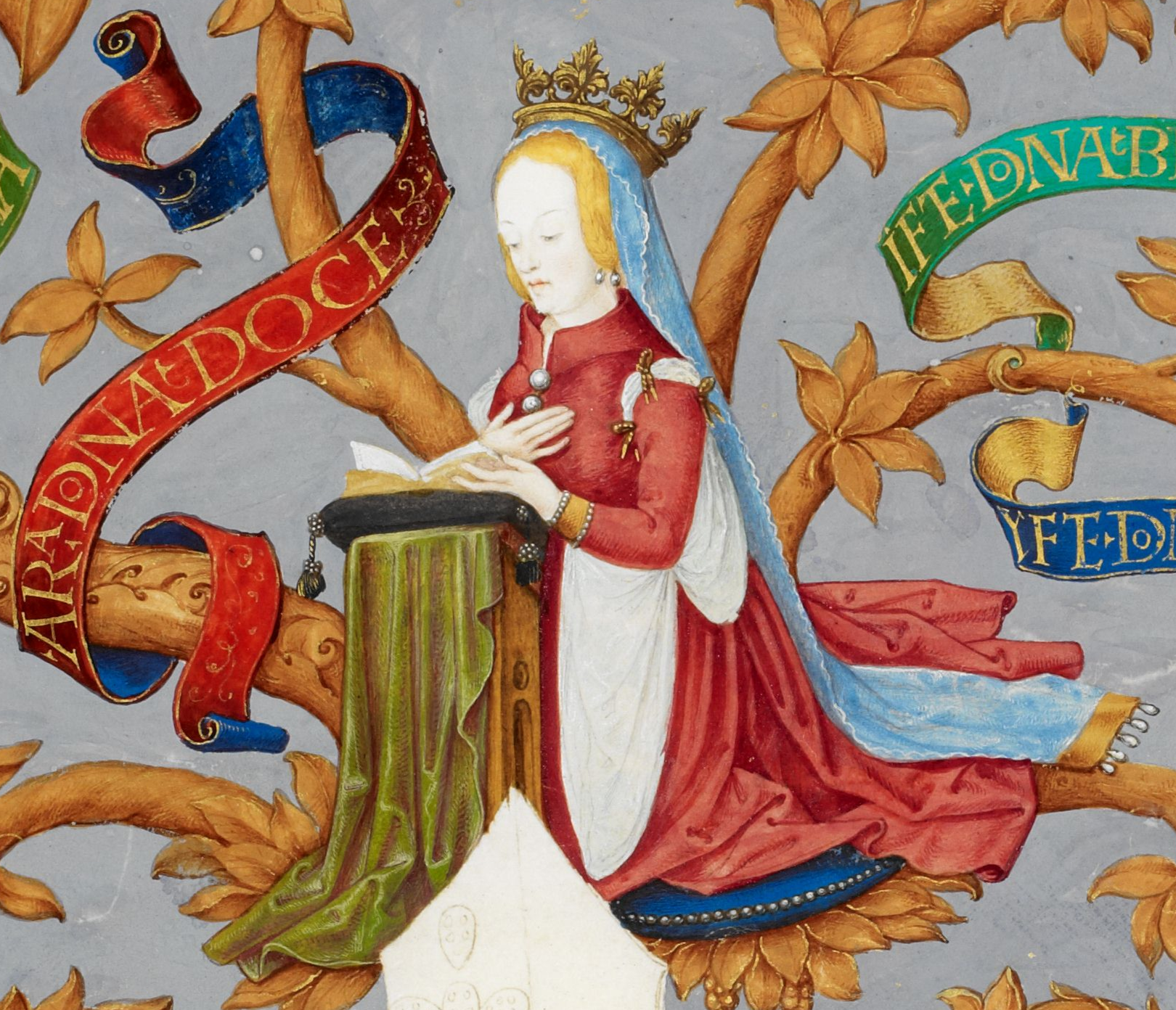
Miniatura de Dulce de Aragón de la genealogía portuguesa (ca. 1530-1534).

Era hija de Ramón Berenguer IV, conde de Barcelona, Gerona, Osona, Cerdaña y Ribagorza y princeps en Aragón; y de la reina Petronila de Aragón, con cuyo matrimonio se uniría el patrimonio que a partir de finales del siglo XIII iba a ser conocido como Corona de Aragón. Sus esponsales con el infante Sancho, que ascendió al trono en 1185 como Sancho I, hijo del primer rey de Portugal, Alfonso Henríques, se celebraron cuando ella tenía unos once años de edad y su matrimonio posteriormente en 1174. No se conoce mucho de su vida antes de su llegada al reino de Portugal ni de su dote o arras con motivo de su casamiento.
«Formosa e excellente senhora, tranquilla e modesta, condizente no carácter com o nome», la infanta Dulce fue, como se acostumbraba en la Edad Media, utilizada como una moneda de trueque para sellar una alianza que servía para «fortalecer Portugal y contener el expansionismo castellano-leonés» y cumplió el papel que se esperaba de ella como esposa y madre de una vasta prole. Al mismo tiempo, reparaba la ruptura del compromiso de matrimonio entre la infanta Mafalda, hermana de su esposo, con su hermano el futuro rey Alfonso II de Aragón. En su primer testamento otorgado alrededor de 1188, su esposo el rey le donó las rentas de Alenquer, de las tierras en la ribera del Vouga, de Santa Maria da Feira y de Oporto.
Dulce no sobrevivió mucho tiempo después del nacimiento de sus últimas dos hijas, Blanca y Berenguela, quienes pudieron ser gemelas, y falleció en 1198, probablemente de la peste y debilitada por los sucesivos partos. Recibió sepultura en el Monasterio de Santa Cruz en la ciudad de Coímbra.

## Descendencia
De su matrimonio con el rey Sancho nacieron once hijos, nueve de los cuales sobrevivieron a su infancia:
- Teresa (n. 1175/1176)[2][6] esposa del rey Alfonso IX de León que fue beatificada en 1705;
- Sancha (1180-1229),[10], fundó el Monasterio de Celas en las proximidades de Coímbra donde vivió hasta su muerte y fue su hermana Teresa quien ordenó su entierro en el Monasterio de Lorvão.[11] Fue beatificada en 1705, el mismo año que su hermana Teresa por el papa Clemente XI;[11]
- Constanza (1182), que «debió fallecer antes de 1186 ya que su nombre no figura en los documentos de la chancillería de Sancho I que comienza en esa fecha»;[6] Claustro del Monasterio de Santa Cruz en Coímbra donde recibió sepultura la reina Dulce de Aragón

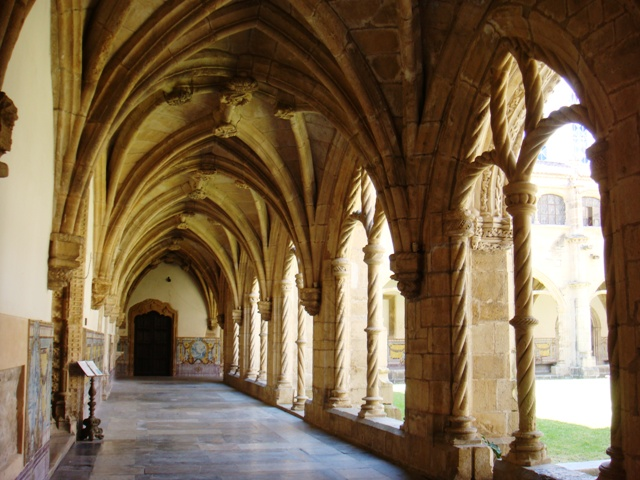
Claustro del Monasterio de Santa Cruz en Coímbra donde recibió sepultura la reina Dulce de Aragón

- Alfonso (23 de abril de 1186[12]-1223), sucedió a su padre como el tercer rey de Portugal.
- Pedro, (n. 1187[12]-1258) esposo de Aurembiaix, condesa de Urgel;
- Fernando (1188[12]-1233) , conde de Flandes y esposo de la condesa Juana de Constantinopla;
- Enrique, que murió en la infancia;[12]
- Ramón, que murió en la infancia;[12]
- Mafalda (1195/1196[12]-1256), esposa de Enrique I de Castilla, beatificada en 1793;
- Blanca (1198-1240), probablemente la gemela de su hermana Berenguela,[12] se crio en la corte con su padre y su amante, la Riberinha, y fue enviada entre los ocho y diez años al monasterio de Lorvão donde se encontraban otras hermanas. Fue monja en un convento de Guadalajara. Falleció alrededor de 1240 y fue enterrada en el mismo monasterio que su madre;[13]
- Berenguela (1198-1221),[12] se casó en 1214 con Valdemar II de Dinamarca y tuvo cuatro hijos: Sofía; Erico; Abel; y Cristóbal, todos ellos reyes. Berenguela falleció con poco más de veinte años en 1221.[14]